# セルフ (漫画)
『セルフ』は、朔ユキ蔵による日本の漫画。『ビッグコミックスピリッツ』（小学館）にて、2008年36･37合併号から2010年23号まで連載。単行本は小学館ビッグコミックスから全4巻。

## ストーリー
図書館で働く、国木田陽一。なぜか女性にモテる彼は、生まれてから一度もオナニーをしたことがない。しかし、とあるきっかけでオナニーに興味を持つ。本作はオナニーによって目まぐるしく変化する国木田の生活を描く。

## 登場人物
国木田陽一（くにきだ よういち）
本作の主人公。図書館に勤務する男性。オナニーに興味を持った彼は、オナニーの師匠に弟子入りをし自分のオナニースキルを磨いてゆく。
夏目宇多（なつめ うた）
国木田と同じオナニーの師匠に弟子入りしている女性。
有加（ゆか）
国木田の彼女。
泉薫（いずみ かおる）
国木田の働く図書館の同僚。
武者小路修三（むしゃのこうじ しゅうぞう）
国木田のオナニーの師匠。
国木田奈津子（くにきだ なつこ）
陽一の妹。年齢不明。陽一を男性として意識しない数少ない女性。

## 書誌情報
- 朔ユキ蔵 『セルフ』 小学館〈ビッグコミックス〉、全4巻
  1. 2008年12月26日発売[1]、ISBN 978-4-09182-256-7
  2. 2009年6月30日発売[2]、ISBN 978-4-09182-506-3
  3. 2010年2月27日発売[3]、ISBN 978-4-09183-038-8
  4. 2010年5月28日発売[4]、ISBN 978-4-09183-240-5